# لورنس هارفي
لورنس هارفي (بالليتوانية: Laurence Harvey)‏ (و. 1928 – 1973 م) هو ممثل، من المملكة المتحدة، توفي في لندن، عن عمر يناهز 45 عاماً بسبب سرطان.

## التعليم
تعلم في الأكاديمية الملكية للفنون المسرحية، في تخصص تمثيل.

## جوائز وترشيحات
حصل على جوائز منها:
- جائزة المسرح العالمي (1956).[7]

ترشح لـ:
- جائزة الأوسكار لأفضل ممثل، عن عمل: غرفة بالأعلى (1959).

## وصلات خارجية
- لورنس هارفي على موقع IMDb (الإنجليزية)
- لورنس هارفي على موقع الموسوعة البريطانية (الإنجليزية)
- لورنس هارفي على موقع روتن توميتوز (الإنجليزية)
- لورنس هارفي على موقع ألو سيني (الفرنسية)
- لورنس هارفي على موقع ميوزك برينز (الإنجليزية)
- لورنس هارفي على موقع تيرنر كلاسيك موفيز (الإنجليزية)
- لورنس هارفي على موقع أول موفي (الإنجليزية)
- لورنس هارفي على موقع قاعدة بيانات برودواي على الإنترنت (الإنجليزية)
- لورنس هارفي على موقع قاعدة بيانات الأفلام السويدية (السويدية)
- لورنس هارفي على موقع إن إن دي بي (الإنجليزية)